# 존 영 (우주비행사)
존 와츠 영(영어: John Watts Young, 1930년 9월 24일 ~ 2018년 1월 5일)은 은퇴한 미국의 우주비행사이다. 달에 아홉번째로 발을 밟은 우주 비행사이며 아폴로 16호의 사령관이기도 했다.
존 영은 우주를 여섯번이나 갔다온 첫 우주비행사이고, 무려 42년 간 NASA에서 근무하였으며, 제미니 계획, 아폴로 계획 그리고 STS까지 참여하였다.
그는 1965년에 제미니 계획의 첫 유인 우주선인 제미니 3호으로 처음으로 우주 비행을 했고, 1969년에는 아폴로 10호로 달의 궤도를 돌았다. 그 후 1972년에 토마스 매팅리와 찰스 듀크와 함께 아폴로 16호에 탑승해 달에 착륙하여 달 표면을 탐사하였다.
그 후 우주 왕복선에 두 번 탑승(STS-1과 STS-9)했었으며, 2004년에 공식적으로 은퇴하였다.

## 유년기
존 영은 1930년 9월 24일 미국 캘리포니아주 샌프란시스코에서 태어났다. 그가 18개월때 그의 가족은 대공황 때문에 조지아주로, 다시 플로리다주의 올랜도로 이주하였다. 그 후 올랜도 고등학교를 졸업할 때까지 거주하였다.
영은 1952년에 조지아 공과대학교를 졸업하였다.

## 해군
1952년에, 그는 미국 해군에 입대하여 훈련을 받은 후, 4년간 전투기를 조종했다. 1959년에 미 해군 시험 비행 조종사 과정을 마치고 3년간 메릴랜드주에 있는 해군 항공시험 센터에서 근무한다. 1962년, 그는 F-4 팬텀 II 전투기로 고도 25,000m의 세계기록을 세운다.

## 우주비행사

### 제미니 계획

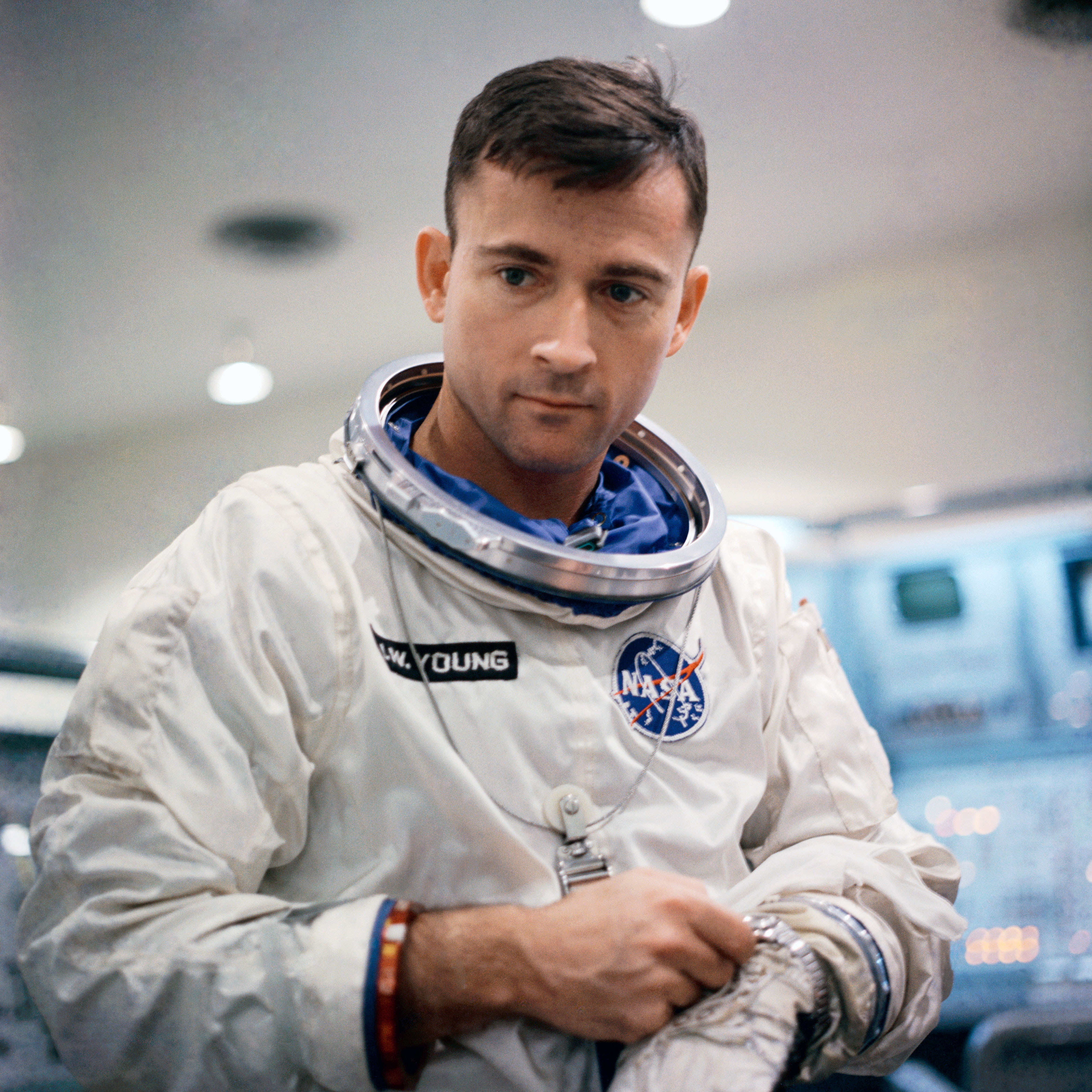
제미니 3호의 우주비행사로서의 존 영.

존 영은 1962년에 NASA에 우주비행사 그룹 2로 뽑혀 들어간다. 당시 메니에르병을 앓고 있었던 앨런 셰퍼드를 대신하여 제미니 3호의 파일럿이 되었던 거스 그리솜과 함께 첫 우주 비행을 한다. 여기서 일화가 하나 있는데, 당시 우주선에서 먹는 음식이 좋지 못할 것이라고 예상을 하고, 콘드비프샌드위치를 가지고 탑승한 것이었다. 이 사실은 후에 착륙한 후 착륙선에서 냄새가 남으로써 밝혀지게 되었다.

### 아폴로 계획
존 영은 그 후 1969년 5월 18일에 토머스 스태퍼드와 유진 서넌과 같이 아폴로 10호에 탑승했다. 이 임무는 뒤이어 발사될 아폴로 11호를 위한 마지막 달착륙 테스트였다.
3년이 지난 후 1972년 4월 16일에 그는 토머스 매팅리와 찰스 듀크와 같이 아폴로 16호에 탑승하였다.
존 영은 찰스 듀크와 같이 달 표면에 착륙하여, 20시간 14분 동안 월면차를 타고 27km를 횡단하였고 월석을 95kg이상 수집하였다.

### 우주 왕복선
그는 1981년 4월 12일에 최초의 우주 왕복선 발사였던 STS-1에 참여하여, 로버트 크리펜과 같이 컬럼비아 호를 타고 지구 궤도에 진입하는데 성공하였다.
그에게 있어서 마지막 비행은 1983년 11월 28일에 발사된 STS-9였다. 10일 동안 우주에 체류해 있었으며, 72가지의 과학 실험을 수행하였다.

### 이후

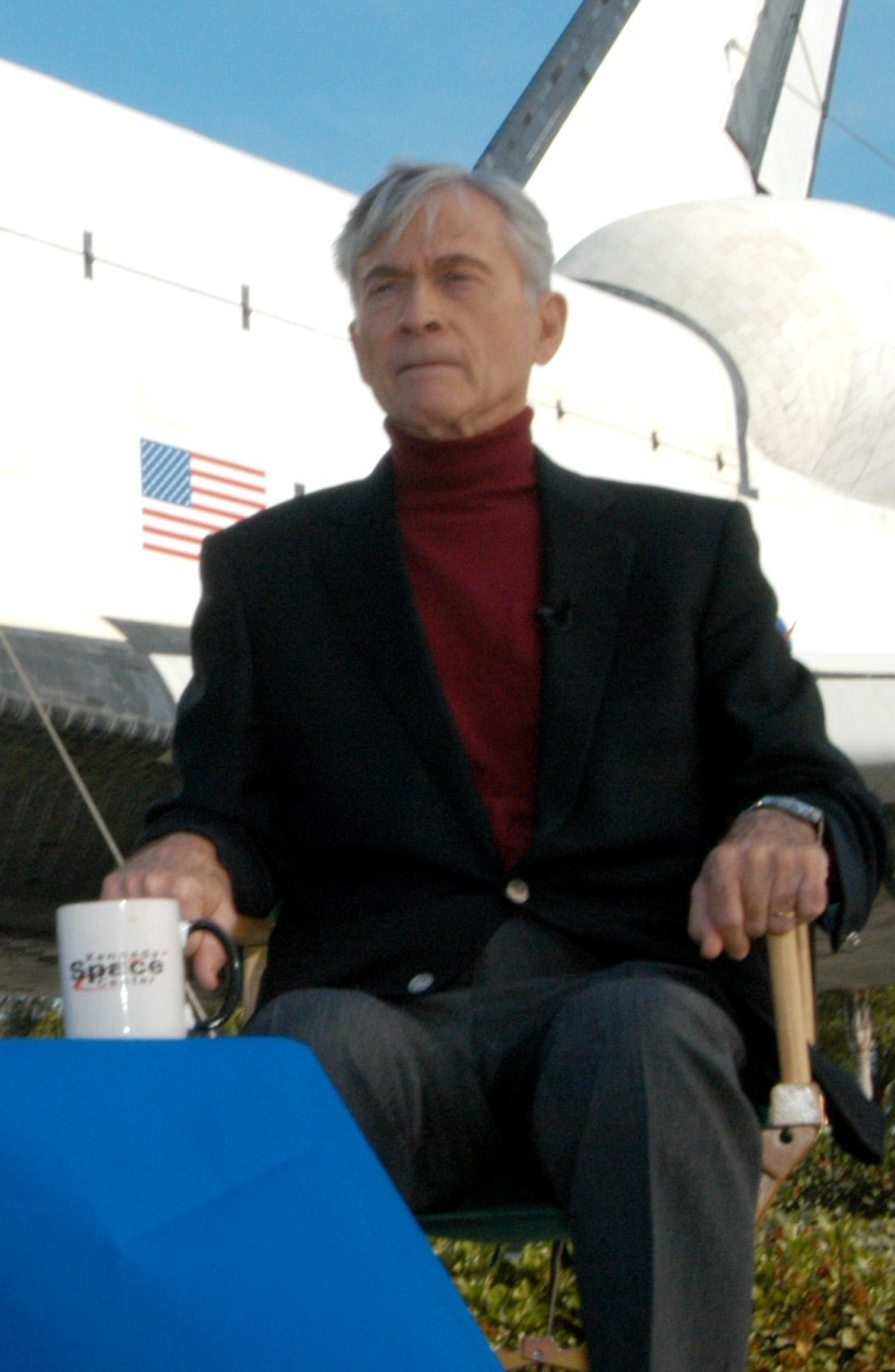
STS-1 비행 25주년을 맞았을 때 케네디 우주센터에서의 존 영.(2006)

그는 2004년 12월 6일, 은퇴를 선언하였다. 당시 그의 나이는 75세였다. 그 후 2012년에 그는 자서전을 출판하였다.
2018년 1월 5일, 휴스턴의 자택에서 폐렴 합병증으로 별세하였다.
1. ↑  http://www.jsc.nasa.gov/Bios/htmlbios/young.html
2. ↑  Corned Beef; 쇠고기를 잘게 부순 뒤 양념한 통조림

## 같이 보기
- 제미니 계획
- 아폴로 계획
- 아폴로 16호
- 미국 항공우주국
- 제미니 3호
- 제미니 10호